# 라이광잉역
라이광잉역(중국어: 来广营站)은 중국 베이징시 차오양구 라이광잉 지구 내 광순베이 대가, 라이광잉 서로의 교차점에 위치한다. 베이징 지하철 14호선의 지하철역으로 2014년 12월 28일 14호선 동부구간 개통과 함께 개장되었다.

## 위치
라이광잉역은 왕징 지역 북쪽 북동 5환로 밖, 광순베이 대(남북 방향)와 라이광잉 서로 - 룽다로(동서 방향)가 교차하는 지점에 위치한다.

## 역 구조

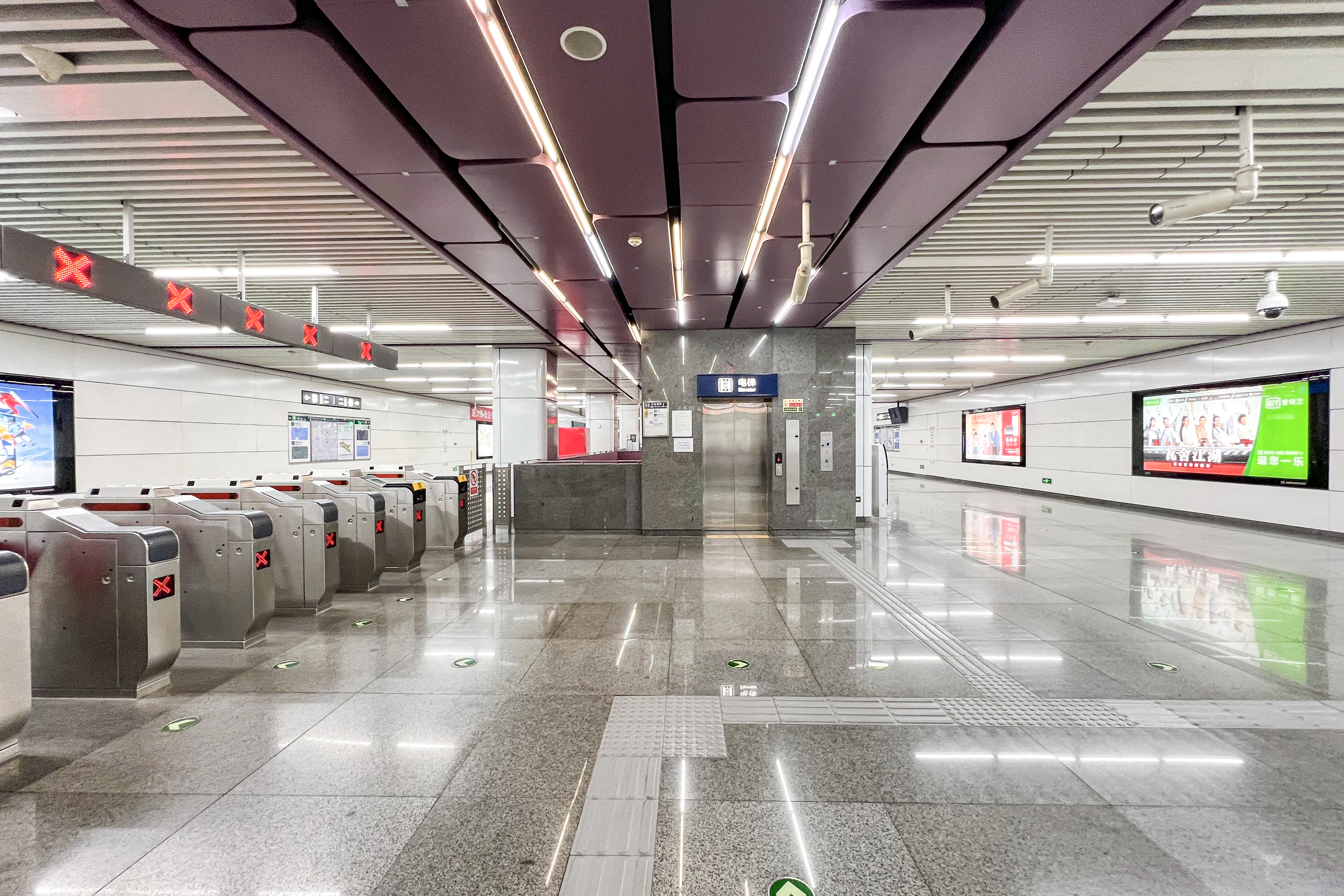
대합실(2022년 3월)

### 층별 구조
라이광잉 역은 12m의 섬식 승강장을 갖춘 지하 2층 건물의 역으로, 역 구조는 총 길이 200.96m, 표준 구간 폭 21.3m, 건축 면적 14,169.5㎡이다. 출입구는 4개 설치되어 있다.
실내에 장식된 색상은 주황색과 갈색이다. 천장등의 외부 프레임은 다양한 높이로 아래쪽으로 돌출되어 있으며 스테인리스 강으로 제작되어 공간에 생동감을 느끼게 한다.

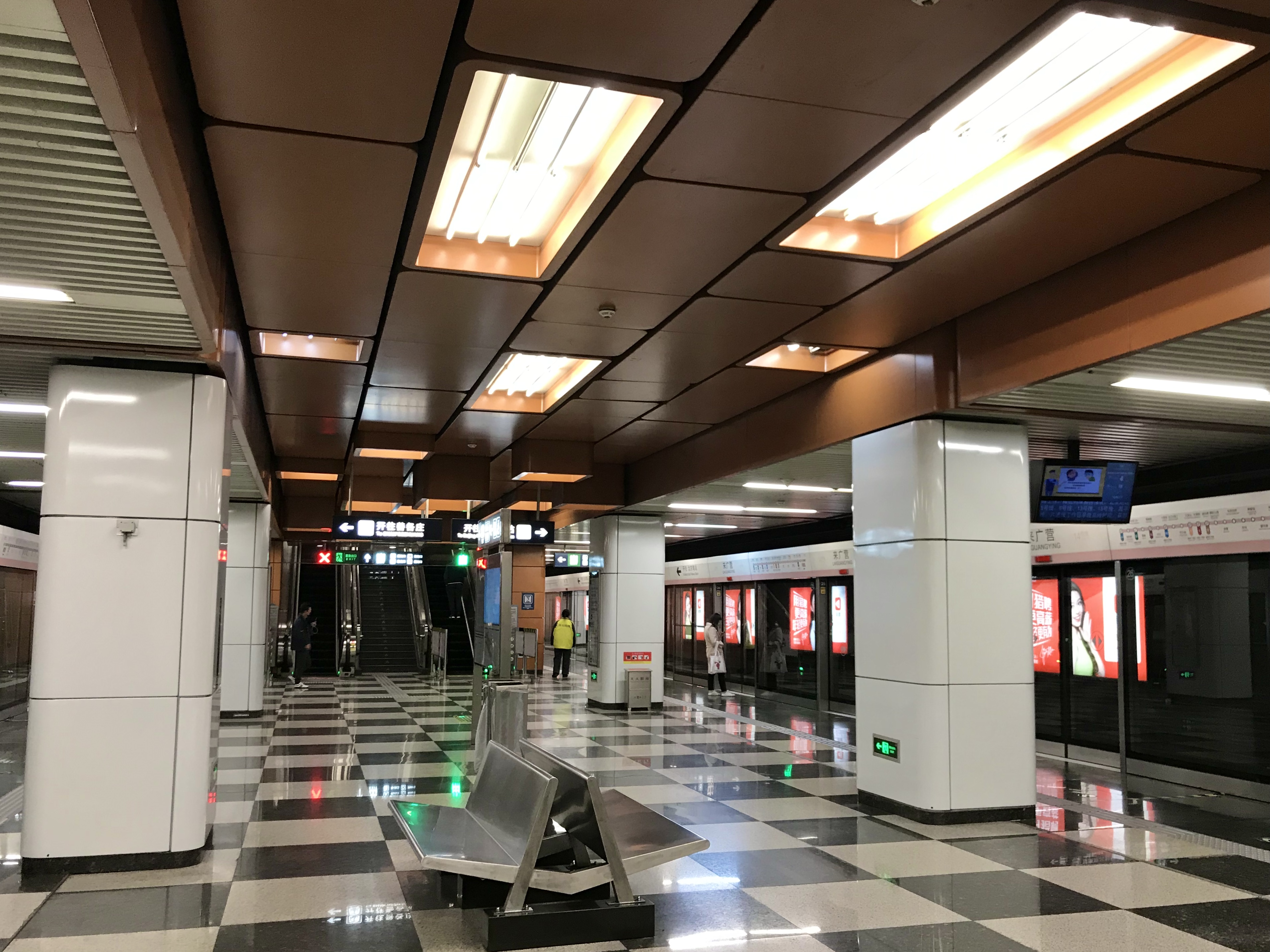
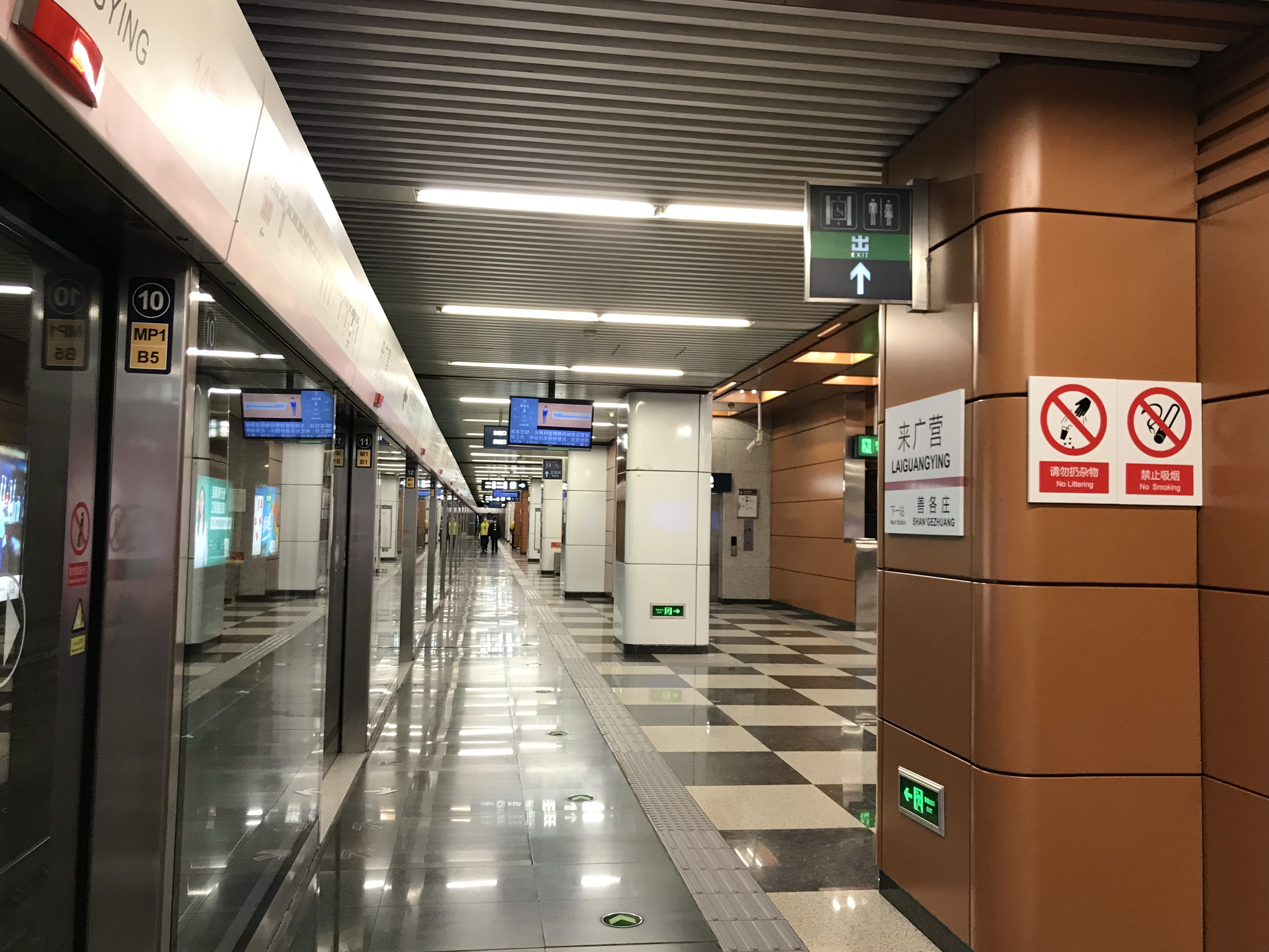
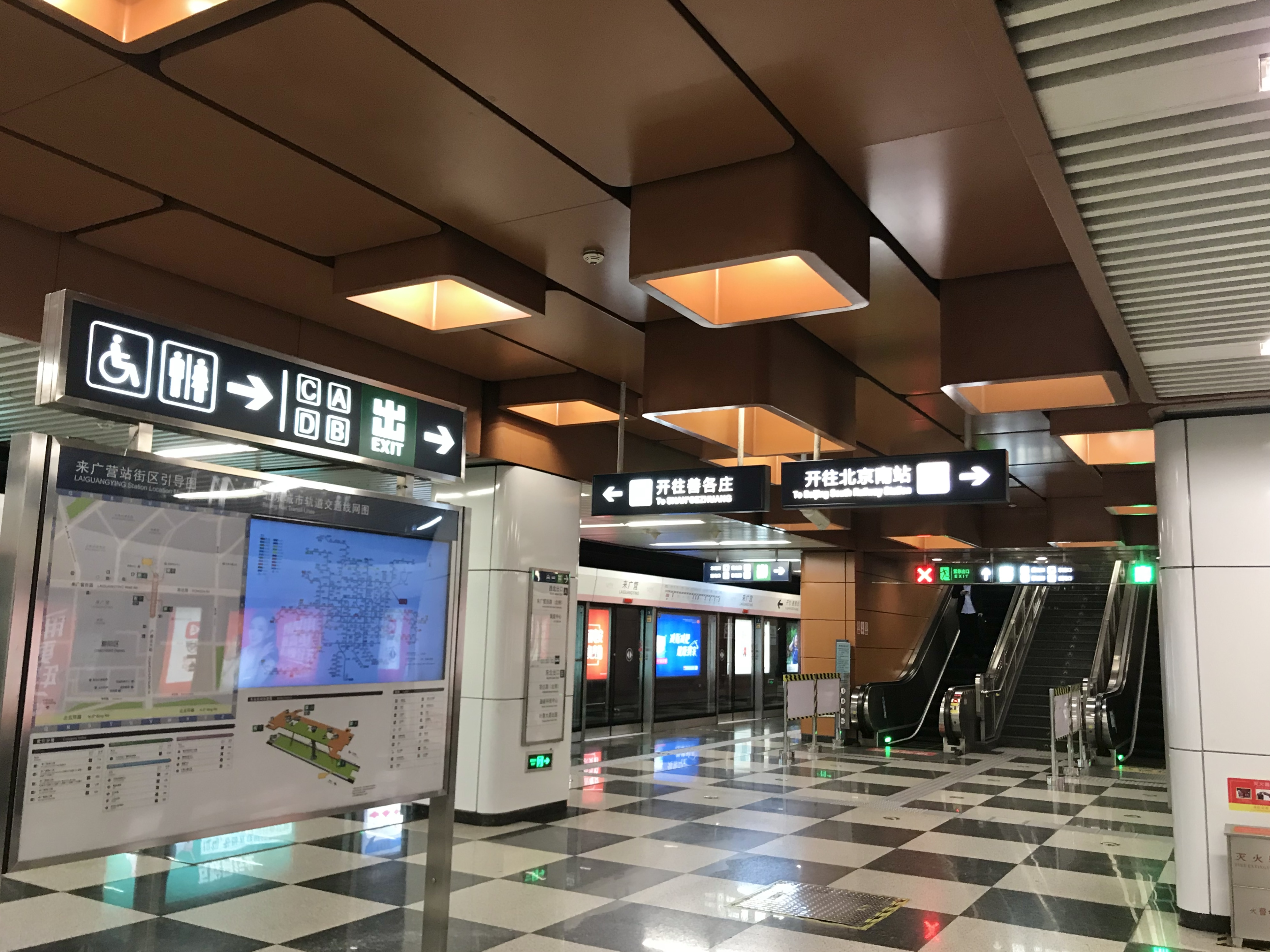

| 지면층          | 출입구                          | A－D출입구                       |
| 지하 1층 대합실 | 대합실                          | 고객센터, 자동발권기             |
| 지하 2층 승강장 | ←                               | ■ 14호선 장궈좡 방면 (둥후취)    |
| 지하 2층 승강장 | 섬식 승강장, 왼쪽 출입문이 열림 |                                  |
| 지하 2층 승강장 | →                               | ■ 14호선 산거좡 방면 (시·종착역) |

## 출구
라이광잉 역에는 4개의 출입구가 존재하며, 그 중에서 3개의 출입구 A, C, D가 개장과 동시에 개통했다. 룽신 기술 센터에 위치한 출구 B는 2018년 12월 21일에 개통했다.
|                         |                                | |      |           |
| 출구                    | 지시                           | 목적지 | 사진 | 편의 시설 |
| 出口 · A                | 라이광잉 서로(来广营西路) 북측 | 쳉잉 센터(诚盈中心) |      | 빈칸      |
| 出口 · B                | 룽다루(容达路) 북측            | 룽신 기술 센터(融新科技中心), 이칭 빌딩 북공원(叶青大厦北园)                                                            |      | 빈칸      |
| 出口 · C                | 광순베이 대가(广顺北大街) 동측 | 이칭 빌딩 북공원(叶青大厦北园), 차오라이 첨단 산업 단지(朝来高科技产业园), I Love My Family 그룹 본사(我爱我家集团总部) |      | 빈칸      |
| 出口 · D                | 라이광잉 서로(来广营西路) 남측 | 중앙 농업 라디오 및 텔레비전 학교(中央农业广播电视学校)                                                                 |      |           |
| 아이콘 설명: 엘리베이터 |                                | |      |           |